# Посёлок совхоза «Труд»
Совхо́за «Труд» — посёлок в Петропавловском районе Воронежской области.
Входит в состав Старокриушанского сельского поселения.

## Население
| 2010 |
| ---- |
| 74   |

## Улицы
В посёлке имеется одна улица: Полевая.